# Championnats du monde juniors de patinage artistique 1999
Navigation
Édition précédente Édition suivante
Les Championnats du monde juniors de patinage artistique 1999 ont lieu du 21 au 29 novembre 1998 au Dom Sportova de Zagreb en Croatie.
Ce sont des derniers championnats du monde juniors à se tenir à l'automne. A la saison suivante, ils sont déplacés au printemps. 

## Qualifications
Les patineurs sont éligibles à l'épreuve s'ils représentent une nation membre de l'Union internationale de patinage (International Skating Union en anglais) et s'ils ont atteint l'âge de 13 ans et pas encore 19 ans avant le 1er juillet 1998, sauf pour les messieurs qui participent au patinage en couple et à la danse sur glace où l'âge maximum est de 21 ans. Les fédérations nationales sélectionnent leurs patineurs en fonction de leurs propres critères.
Sur la base des résultats des championnats du monde juniors 1998, l'Union internationale de patinage autorise chaque pays à avoir de une à trois inscriptions par discipline.
| Nombre d'inscriptions                                             | Messieurs                                                    | Dames                         | Couples                   | Danse sur glace                         |
| ----------------------------------------------------------------- | ------------------------------------------------------------ | ----------------------------- | ------------------------- | --------------------------------------- |
| 3                                                                 | Chine Russie États-Unis                                      | Russie États-Unis             | Russie Ukraine États-Unis | Italie Russie États-Unis                |
| 2                                                                 | Bulgarie Canada Japon Royaume-Uni Slovaquie Tchéquie Ukraine | Autriche France Japon Pologne | Canada Chine France       | France Hongrie Pologne Tchéquie Ukraine |
| Si non répertorié ci-dessus, une seule inscription est autorisée. |                                                              |                               |                           |                                         |

Pour la septième année, l'Union internationale de patinage impose une ronde des qualifications pour les catégories individuelles masculine et féminine. Les qualifications sont divisées en deux groupes A et B. Pour ces mondiaux juniors 1999, le top 15 de chaque groupe accède au programme court, puis le top 24 accède au programme libre. Pour la première fois, les scores des qualifications comptent pour le score final.

## Podiums
| Épreuves                            | Or                                 | Argent                          | Bronze                                  |
| ----------------------------------- | ---------------------------------- | ------------------------------- | --------------------------------------- |
| Messieurs résultats détaillés       | Ilia Klimkin                       | Vincent Restencourt             | Yosuke Takeuchi                         |
| Dames résultats détaillés           | Daria Timoshenko                   | Sarah Hughes                    | Viktoria Volchkova                      |
| Couples résultats détaillés         | Julia Obertas / Dmytro Palamarchuk | Laura Handy / Paul Binnebose    | Victoria Maxiuta / Vladislav Zhovnirski |
| Danse sur glace résultats détaillés | Jamie Silverstein / Justin Pekarek | Federica Faiella / Luciano Milo | Natalia Romaniuta / Daniil Barantsev    |

## Tableau des médailles
| Rang  | Nation     | Or | Argent | Bronze | Total |
| ----- | ---------- | -- | ------ | ------ | ----- |
| 1     | Russie     | 2  | 0      | 3      | 5     |
| 2     | États-Unis | 1  | 2      | 0      | 3     |
| 3     | Ukraine    | 1  | 0      | 0      | 1     |
| 4     | France     | 0  | 1      | 0      | 1     |
| 4     | Italie     | 0  | 1      | 0      | 1     |
| 6     | Japon      | 0  | 0      | 1      | 1     |
| Total | Total      | 4  | 4      | 4      | 12    |

## Détails des compétitions
Pour la saison 1998/1999, les calculs des points se font selon la méthode suivante :
- chez les Messieurs et les Dames (0.4 point par place pour les qualifications, 0.6 point par place pour le programme court, 1 point par place pour le programme libre)
- chez les Couples artistiques (0.5 point par place pour le programme court, 1 point par place pour le programme libre)
- en danse sur glace (0.4 point par place pour les deux danses imposées, 0.6 point par place pour la danse originale, 1 point par place pour la danse libre)

### Messieurs
| Rang                                        | Nom                   | Nation       | Points | Qualif. A | Qualif. B | Prog. court | Prog. libre |
| ------------------------------------------- | --------------------- | ------------ | ------ | --------- | --------- | ----------- | ----------- |
| 1                                           | Ilia Klimkin          | Russie       | 2.6    |           | 1         | 2           | 1           |
| 2                                           | Vincent Restencourt   | France       | 3.8    |           | 3         | 1           | 2           |
| 3                                           | Yosuke Takeuchi       | Japon        | 6.2    | 2         |           | 4           | 3           |
| 4                                           | Matthew Savoie        | États-Unis   | 9.2    | 1         |           | 8           | 4           |
| 5                                           | Vakhtang Murvanidze   | Géorgie      | 9.2    | 3         |           | 5           | 5           |
| 6                                           | Soshi Tanaka          | Japon        | 10.2   |           | 6         | 3           | 6           |
| 7                                           | Ma Xiaodong           | Chine        | 13.2   | 4         |           | 6           | 8           |
| 8                                           | Fedor Andreev         | Canada       | 14.4   |           | 5         | 9           | 7           |
| 9                                           | Hu Xiaoou             | Chine        | 15.8   |           | 2         | 10          | 9           |
| 10                                          | Ryan Bradley          | États-Unis   | 20.0   | 7         |           | 12          | 10          |
| 11                                          | Daniel Bellemare      | Canada       | 20.2   | 8         |           | 10          | 11          |
| 12                                          | Stanislav Timchenko   | Russie       | 20.8   |           | 4         | 7           | 15          |
| 13                                          | Lee Kyu-hyun          | Corée du Sud | 24.6   | 9         |           | 15          | 12          |
| 14                                          | Stefan Lindemann      | Allemagne    | 26.4   | 5         |           | 14          | 16          |
| 15                                          | Lukáš Rakowski        | Tchéquie     | 26.6   |           | 7         | 18          | 13          |
| 16                                          | Parker Pennington     | États-Unis   | 26.8   |           | 8         | 16          | 14          |
| 17                                          | Gregor Urbas          | Slovénie     | 30.8   |           | 9         | 17          | 17          |
| 18                                          | Matthew Davies        | Royaume-Uni  | 32.4   | 6         |           | 20          | 18          |
| 19                                          | Alexei Vasilevsky     | Russie       | 32.6   | 12        |           | 13          | 20          |
| 20                                          | Karel Zelenka         | Italie       | 36.8   |           | 10        | 23          | 19          |
| 21                                          | Oscar Peter           | Suisse       | 38.0   | 11        |           | 21          | 21          |
| 22                                          | Alexei Gruber         | Israël       | 39.4   |           | 15        | 19          | 22          |
| 23                                          | Nayden Boritchev      | Bulgarie     | 40.6   |           | 11        | 22          | 23          |
| 24                                          | Oleksandr Smokvin     | Ukraine      | 43.2   |           | 12        | 24          | 24          |
| 25                                          | Karlo Požgajčić       | Croatie      | 52.0   |           | 21        | 31          | 25          |
| Patineurs éliminés après le programme court |                       |              |        |           |           |             |             |
| 26                                          | Andriy Kyforenko      | Ukraine      |        | 10        |           | 26          | NC          |
| 27                                          | Juraj Sviatko         | Slovaquie    |        | 13        |           | 25          | NC          |
| 28                                          | Igor Rolinski         | Biélorussie  |        | 15        |           | 27          | NC          |
| 29                                          | Clemens Jonas         | Autriche     |        |           | 14        | 28          | NC          |
| 30                                          | Zoltán Tóth           | Hongrie      |        | 14        |           | 29          | NC          |
| 31                                          | Bartosz Domański      | Pologne      |        |           | 13        | 30          | NC          |
| Patineurs éliminés après les qualifications |                       |              |        |           |           |             |             |
| 32                                          | Aleksei Saks          | Estonie      |        |           | 16        | NC          | NC          |
| 32                                          | Yon Garcia            | Espagne      |        | 16        |           | NC          | NC          |
| 34                                          | Filip Stiller         | Suède        |        |           | 17        | NC          | NC          |
| 34                                          | Tomas Srom            | Tchéquie     |        | 17        |           | NC          | NC          |
| 36                                          | Stanimir Todorov      | Bulgarie     |        | 18        |           | NC          | NC          |
| 36                                          | Karol Gornal          | Slovaquie    |        |           | 18        | NC          | NC          |
| 38                                          | Balint Miklos         | Roumanie     |        | 19        |           | NC          | NC          |
| 38                                          | Tayfun Anar           | Turquie      |        |           | 19        | NC          | NC          |
| 40                                          | Panagiotis Markouizos | Grèce        |        |           | 20        | NC          | NC          |
| 40                                          | Daniel Harries        | Australie    |        | 20        |           | NC          | NC          |
| 42                                          | Maurizio Medellin     | Mexique      |        | 21        |           | NC          | NC          |

### Dames
| Rang                                          | Nom                      | Nation         | Points | Qualif. A | Qualif. B | Prog. court | Prog. libre |
| --------------------------------------------- | ------------------------ | -------------- | ------ | --------- | --------- | ----------- | ----------- |
| 1                                             | Daria Timoshenko         | Russie         | 2.0    | 1         |           | 1           | 1           |
| 2                                             | Sarah Hughes             | États-Unis     | 4.2    |           | 1         | 3           | 2           |
| 3                                             | Viktoria Volchkova       | Russie         | 6.0    | 2         |           | 2           | 4           |
| 4                                             | Irina Nikolaeva          | Russie         | 6.6    |           | 3         | 4           | 3           |
| 5                                             | Sabina Wojtala           | Pologne        | 11.2   |           | 2         | 9           | 5           |
| 6                                             | Camie Doyle              | États-Unis     | 13.4   | 8         |           | 7           | 6           |
| 7                                             | Susan Ng                 | États-Unis     | 15.2   | 6         |           | 8           | 8           |
| 8                                             | Caroline Gülke           | Allemagne      | 15.8   | 7         |           | 5           | 10          |
| 9                                             | Júlia Sebestyén          | Hongrie        | 16.0   | 3         |           | 13          | 7           |
| 10                                            | Sarah Meier              | Suisse         | 17.2   | 4         |           | 6           | 12          |
| 11                                            | Chisato Shiina           | Japon          | 17.6   | 5         |           | 11          | 9           |
| 12                                            | Anna Lundstrom           | Suède          | 24.8   |           | 6         | 14          | 14          |
| 13                                            | Mikkeline Kierkgaard     | Danemark       | 26.6   |           | 9         | 10          | 17          |
| 14                                            | Elina Kettunen           | Finlande       | 27.2   |           | 5         | 12          | 18          |
| 15                                            | Gwenaëlle Jullien        | France         | 27.8   | 10        |           | 18          | 13          |
| 16                                            | Kaja Hanevold            | Norvège        | 28.4   | 11        |           | 15          | 15          |
| 17                                            | Yoshie Onda              | Japon          | 29.2   | 9         |           | 16          | 16          |
| 18                                            | Annette Dytrtova         | Tchéquie       | 29.6   | 12        |           | 23          | 11          |
| 19                                            | Christel Miro            | France         | 32.0   |           | 7         | 17          | 19          |
| 20                                            | Marie Laurier            | Canada         | 37.2   |           | 8         | 20          | 22          |
| 21                                            | Elisabeth Angerer        | Autriche       | 38.2   |           | 14        | 21          | 20          |
| 22                                            | Shin Yea-ji              | Corée du Sud   | 39.2   |           | 12        | 19          | 23          |
| 23                                            | Idora Hegel              | Croatie        | 39.8   |           | 11        | 24          | 21          |
| 24                                            | Tina Svajger             | Slovénie       | 43.2   | 15        |           | 22          | 24          |
| Patineuses éliminées après le programme court |                          |                |        |           |           |             |             |
| 25                                            | Anna Jurkiewicz          | Pologne        |        |           | 10        | 28          | NC          |
| 26                                            | Selma Duyn               | Pays-Bas       |        |           | 15        | 25          | NC          |
| 27                                            | Anna Dimova              | Bulgarie       |        | 14        |           | 26          | NC          |
| 28                                            | Ellen Mareels            | Belgique       |        |           | 13        | 27          | NC          |
| 29                                            | Wang Qingyun             | Chine          |        | 13        |           | 29          | NC          |
| Abandon                                       | Galina Maniachenko       | Ukraine        |        |           | 4         |             | NC          |
| Patineuses éliminées après les qualifications |                          |                |        |           |           |             |             |
| 31                                            | Shirene Human            | Afrique du Sud |        | 16        |           | NC          | NC          |
| 31                                            | Jennifer Holmes          | Royaume-Uni    |        |           | 16        | NC          | NC          |
| 33                                            | Jekaterina Golovatenko   | Estonie        |        | 17        |           | NC          | NC          |
| 33                                            | Valentina Galfrascoli    | Italie         |        |           | 17        | NC          | NC          |
| 35                                            | Dominyka Valiukeviciute  | Lituanie       |        |           | 18        | NC          | NC          |
| 35                                            | Victoria Dzirko          | Biélorussie    |        | 18        |           | NC          | NC          |
| 37                                            | Zuzana Nagyova           | Slovaquie      |        |           | 19        | NC          | NC          |
| 37                                            | Olivia Masterton         | Australie      |        | 19        |           | NC          | NC          |
| 39                                            | Siliva Marcela Rodriguez | Mexique        |        | 20        |           | NC          | NC          |
| 39                                            | Ksenija Jastsenjski      | RF Yougoslavie |        |           | 20        | NC          | NC          |
| 41                                            | Roxana Luca              | Roumanie       |        | 21        |           | NC          | NC          |
| 41                                            | Dow-Jane Chi             | Taipei chinois |        |           | 21        | NC          | NC          |
| 43                                            | Jenifer Tena             | Espagne        |        |           | 22        | NC          | NC          |
| 43                                            | Konstantina Livanou      | Grèce          |        | 22        |           | NC          | NC          |

### Couples
| 1                                         | Julia Obertas / Dmytro Palamarchuk      | Ukraine     | 1.5  | 1  | 1  |
| 2                                         | Laura Handy / Paul Binnebose            | États-Unis  | 3.0  | 2  | 2  |
| 3                                         | Victoria Maxiuta / Vladislav Zhovnirski | Russie      | 5.5  | 5  | 3  |
| 4                                         | Tiffany Stiegler / Johnnie Stiegler     | États-Unis  | 7.0  | 6  | 4  |
| 5                                         | Meliza Brozovich / Anton Nimenko        | Russie      | 7.0  | 4  | 5  |
| 6                                         | Svetlana Nikolaeva / Alexei Sokolov     | Russie      | 10.5 | 9  | 6  |
| 7                                         | Jacinthe Larivière / Lenny Faustino     | Canada      | 11.5 | 3  | 10 |
| 8                                         | Pang Qing / Tong Jian                   | Chine       | 12.0 | 8  | 8  |
| 9                                         | Evgenia Filonenko / Igor Marchenko      | Ukraine     | 12.5 | 7  | 9  |
| 10                                        | Viktoria Shklover / Valdis Mintals      | Estonie     | 13.0 | 12 | 7  |
| 11                                        | Stefanie Weiss / Matthias Bleyer        | Allemagne   | 18.5 | 13 | 12 |
| 12                                        | Aljona Savchenko / Stanislav Morozov    | Ukraine     | 19.5 | 17 | 11 |
| 13                                        | Diana Riskova / Vladimir Futas          | Slovaquie   | 20.0 | 14 | 13 |
| 14                                        | Jaisa Macadam / Garrett Lucash          | États-Unis  | 20.5 | 11 | 15 |
| 15                                        | Eve Butchart / Clinton Petersen         | Canada      | 21.0 | 10 | 16 |
| 16                                        | Marsha Poluliaschenko / Andrew Seabrook | Royaume-Uni | 21.5 | 15 | 14 |
| 17                                        | Aneta Kowalska / Łukasz Różycki         | Pologne     | 26.0 | 16 | 18 |
| 18                                        | Bethany Mclean / Adam King              | Australie   | 26.5 | 19 | 17 |
| 19                                        | Veronika Ruzkova / Marek Sedelmajer     | Tchéquie    | 28.0 | 18 | 19 |
| Abandon                                   | Irina Shabanov / Artem Knyazev          | Ouzbékistan |      | 20 |    |
| Couples éliminés après le programme court |                                         |             |      |    |    |
| 21                                        | Elisa Carenini / Ruben De Pra           | Italie      |      | 21 | NC |
| 22                                        | Tatjana Zaharjeva / Jurijs Salmanov     | Lettonie    |      | 22 | NC |
| 23                                        | Anna Dimova / Hristo Turlakov           | Bulgarie    |      | 23 | NC |

### Danse sur glace
| Rang                                               | Nom                                      | Nation             | Points | Danse imposée 1 | Danse imposée 2 | Danse originale | Danse libre |
| -------------------------------------------------- | ---------------------------------------- | ------------------ | ------ | --------------- | --------------- | --------------- | ----------- |
| 1                                                  | Jamie Silverstein / Justin Pekarek       | États-Unis         | 2.8    | 3               | 3               | 1               | 1           |
| 2                                                  | Federica Faiella / Luciano Milo          | Italie             | 3.8    | 1               | 2               | 2               | 2           |
| 3                                                  | Natalia Romaniuta / Daniil Barantsev     | Russie             | 5.4    | 2               | 1               | 3               | 3           |
| 4                                                  | Kristina Kobaladze / Oleg Voyko          | Ukraine            | 8.0    | 4               | 4               | 4               | 4           |
| 5                                                  | Tetyana Kurkudym / Yuriy Kocherzhenko    | Ukraine            | 11.0   | 6               | 9               | 5               | 5           |
| 6                                                  | Julia Golovina / Denis Egorov            | Russie             | 13.2   | 5               | 5               | 7               | 7           |
| 7                                                  | Flavia Ottaviani / Massimo Scali         | Italie             | 14.4   | 7               | 8               | 9               | 6           |
| 8                                                  | Aleksandra Kauc / Filip Bernadowski      | Pologne            | 14.8   | 9               | 7               | 6               | 8           |
| 9                                                  | Zita Gebora / Andras Visontai            | Hongrie            | 16.6   | 8               | 6               | 8               | 9           |
| 10                                                 | Melissa Gregory / James Shuford          | États-Unis         | 20.4   | 12              | 10              | 10              | 10          |
| 11                                                 | Jill Vernekohl / Jan Luggenhoelscher     | Allemagne          | 22.8   | 11              | 12              | 12              | 11          |
| 12                                                 | Nelly Gourvest / Cédric Pernet           | France             | 23.8   | 10              | 11              | 11              | 13          |
| 13                                                 | Svetlana Kulikova / Arseni Markov        | Russie             | 25.6   | 13              | 13              | 14              | 12          |
| 14                                                 | Laura Currie / Jeff Smith                | Canada             | 27.4   | 14              | 14              | 13              | 14          |
| 15                                                 | Emilie Nussear / Brandon Forsyth         | États-Unis         | 30.0   | 15              | 15              | 15              | 15          |
| 16                                                 | Roxane Petetin / Matthieu Jost           | France             | 32.2   | 16              | 17              | 16              | 16          |
| 17                                                 | Sharon Hill / Andrew Hallam              | Royaume-Uni        | 35.2   | 17              | 18              | 17              | 18          |
| 18                                                 | Qi Lina / Gao Hao                        | Chine              | 35.4   | 19              | 16              | 19              | 17          |
| 19                                                 | Valentina Anselmi / Fabrizio Pedrazzini  | Italie             | 38.4   | 18              | 19              | 20              | 19          |
| 20                                                 | Kristina Kalesnik / Aleksander Terentjev | Estonie            | 39.0   | 20              | 21              | 18              | 20          |
| 21                                                 | Nóra Hoffmann / Attila Elek              | Hongrie            | 43.6   | 22              | 22              | 23              | 21          |
| 22                                                 | Sabine Pichler / David Vincour           | Autriche           | 43.8   | 21              | 20              | 21              | 23          |
| 23                                                 | Lucie Kadlčáková / Hynek Bílek           | Tchéquie           | 46.2   | 24              | 25              | 24              | 22          |
| 24                                                 | Kamila Przyk / Sławomir Janicki          | Pologne            | 46.4   | 23              | 23              | 22              | 24          |
| Couples de danse éliminés après la danse originale |                                          |                    |        |                 |                 |                 |             |
| 25                                                 | Viviane Steiner / Flavio Steiner         | Suisse             |        | 25              | 24              | 25              | NC          |
| 26                                                 | Nataliya Lepetukha / Sergey Marinin      | Kazakhstan         |        | 27              | 26              | 26              | NC          |
| 27                                                 | Hana Riskova / Tomas Rybansky            | Tchéquie           |        | 26              | 27              | 27              | NC          |
| 28                                                 | Yang Tae-hwa / Lee Chuen-gun             | Corée du Sud       |        | 28              | 28              | 28              | NC          |
| 29                                                 | Olga Akimova / Andrey Driganov           | Ouzbékistan        |        | 30              | 29              | 29              | NC          |
| 30                                                 | Ana Galic / Juri Antonov                 | Bosnie-Herzégovine |        | 29              | 30              | 30              | NC          |